# Trasparenza (diritto)
Trasparenza è un'estensione metaforica del significato della parola "trasparente" ("poter vedere attraverso le cose") applicato nel settore delle attività di natura sociale e pubblica: esso implica apertura, comunicazione e responsabilità.

Nel governo, nella politica, nell'etica, negli affari, nella gestione, nel diritto, in economia, in sociologia, ecc. la trasparenza si oppone al concetto di privacy.
Le procedure di trasparenza possono includere ambiti eterogenei: riunioni pubbliche, dichiarazioni di trasparenza finanziaria, normativa sulla libertà di informazione, revisioni di bilancio, verifiche, ecc..

## In economia
In ambito commerciale, per trasparenza si intende solitamente la chiarezza con cui un soggetto (tipicamente venditore o fornitore di servizi) illustra ad un altro soggetto (tipicamente acquirente) le caratteristiche del prodotto/servizio in oggetto e le sue eventuali funzionalità.
In Italia, la cosiddetta normativa sulla trasparenza impone, ad esempio, che i prezzi dei prodotti devono intendersi comprensivi di IVA se non altrimenti specificato.

### Banche
In ambito bancario, la normativa sulla trasparenza bancaria prevede una serie di regole volte a mettere il cliente in condizioni di conoscere in toto i diritti e i doveri derivanti dall'acquisto di prodotti bancari e dal rapporto con l'intermediario (sia esso una banca o un intermediario finanziario). Questa normativa ha lo scopo di attenuare il divario informativo tra intermediario e cliente, sostenere le scelte del cliente, in modo che siano consapevoli, agevolare la comparazione fra prodotti, e, di conseguenza, a favorire il libero mercato.

La trasparenza bancaria e la divulgazione dei movimenti bancari sono metodi proposti con il fine di prevenire future crisi bancarie, l'esistenza di conti bancari con fondi illegittimi, il riciclaggio di denaro proveniente da attività malavitose, l'evasione fiscale. La trasparenza in ambito finanziario si oppone, ovviamente, alla dottrina del segreto bancario.

### Salari
Nei paesi economicamente più evoluti dell'Occidente, parallelamente alla crisi finanziaria in atto, si assiste alla richiesta di rendere pubbliche le retribuzioni e l'identità dei dipendenti pubblici e privati più pagati. 

Anche in Italia ora sono accessibili le dichiarazioni dei redditi dei pubblici funzionari.

### Imprese
La trasparenza applicata al settore delle società ha come obbiettivo quello di rendere accessibili le informazioni di tipo societario - anche nella ricaduta politica e personale delle attività d'impresa e del loro azionariato - nonché di propiziare leggi, regole sociali e processi decisionali: ciò tende a facilitare e proteggere le persone singole o associate, affinché esse liberamente aderiscano, sviluppino e migliorino il processo produttivo e del consumo.

### Management
La trasparenza in questo ambito prevede un metodo di gestione in cui tutte le decisioni vengono affrontate pubblicamente. Tutti i documenti di progetto, le argomentazioni pro e contro una proposta, le decisioni circa il processo decisionale stesso e tutte le decisioni finali, sono resi pubblici e vengono archiviate in modo da renderle pubblicamente disponibili.
Alcune organizzazioni e reti, per esempio, il GNU / Linux e Indymedia insistono sul fatto che non solo le informazioni ordinario di interesse per la comunità siano rese liberamente disponibili, ma che tutti (o quasi) i meta-livelli di organizzazione e le fasi di processo decisionale siano pubblicati. Questo approccio è noto come "trasparenza radicale".

### Ricerca
Il settore della ricerca in ogni disciplina accademica può essere etichettati come (parzialmente) trasparente (o di ricerca aperta) se alcuni o tutti gli aspetti rilevanti della ricerca sono disponibili per gli altri studiosi, nel senso di open source, open access e open data, in modo da permettere il riconoscimento pubblico e la responsabilizzazione degli studiosi che hanno effettuato la ricerca e la replica da parte dei colleghi alle questioni affrontate nella ricerca stessa.
Per esempio, alcuni matematici e scienziati sono critici circa l'utilizzo di software matematici chiusi (definiti closed source, come Mathematica) per le dimostrazioni matematiche, perché questi non forniscono sufficiente trasparenza circa i loro processi algoritmici, e quindi non sono controllabili. Il software open-source come Sage mira viceversa a risolvere questo problema.

### Tecnologia
Nel mondo del software per computer, il termine software libero e open source definiscono tipi di software il cui accesso al sottostante codice sorgente è liberamente disponibile. Nel caso del software libero ciò permette esplicitamente il suo uso, studio e modifica senza alcuna restrizione.
Nel settore della sicurezza informatica la discussione è in corso tra chi sostiene i vantaggi della piena divulgazione delle vulnerabilità dei sistemi di sicurezza e chi sostiene la necessità del mantenimento della segretezza onde evitare il rischio di attacchi informatici.
Sempre nel mondo del software, parlando delle interazioni uomo-macchina il termine trasparenza si riferisci ai cambiamenti nel programma o nel sistema percepiti dall'utente (sviluppatore come anche utente finale). O meglio, un cambiamento nel sistema è trasparente se il cambiamento non viene notato dall'utente. In questo modo è intesa anche la trasparenza di un'API.
Inoltre il tema della trasparenza algoritmica viene discusso anche in riferimento all'intelligenza artificiale poiché spesso è assente a causa della difficoltà nel riprodurre determinati procedimenti (modello black box)

### Alimenti
Nel settore alimentare la trasparenza si manifesta nei confronti del consumatore, che può essere informato all'atto dell'acquisto mediante l'utilizzo di etichette apposte sui prodotti in commercio, in cui venga indicata la provenienza (tracciabilità), le caratteristiche chimiche e nutritive, l'essere confezionato con prodotti OGM ovvero OGM-FREE. Ciò permette al consumatore di effettuare scelte consapevoli, di poter scegliere se valorizzare gli alimenti che vengono prodotti con materie prime selezionate, di verificare la corrispondenza tra l'immagine comunicata e la effettiva realtà.

### Sport
Lo Sport è diventato un business globale già negli ultimi decenni, ma oggi si assiste all'uso sempre più frequente dei test anti-doping durante le gare sportive, mentre sempre più intensa è la lotta alla corruzione, sulle orme dei discorsi relativi alla trasparenza in altri settori.

## Nella vita pubblica

### Media
La trasparenza applicata ai mass-media rivolge la sua attenzione sul modo e sulle caratteristiche dell'informazione veicolata.
Se i mass-media ed il pubblico sono informati su tutto ciò che riguarda le pubbliche Amministrazioni, ciò farà nascere domande, proteste e suggerimenti da parte degli stessi mass-media e dal pubblico. Le persone che sono interessate ad un certo argomento cercheranno di influenzare le decisioni. La trasparenza crea una partecipazione costante nei processi politici da parte dei media e del pubblico. Uno strumento fondamentale per aumentare la partecipazione ai processi politici è un'adeguata normativa riguardante la libertà di informazione. La moderna democrazia sempre più si basa sulla partecipazione della gente e dei media. Ci sono, per chiunque abbia un interesse in gioco, molti modi di influenzare le decisioni a tutti i livelli della società.

Nella scienza sulla comunicazione un media è considerato trasparente quando:
- ci sono molte fonti di informazione, spesso in competizione tra di loro;
- è ben noto il metodo di distribuzione delle informazioni;
- il finanziamento dei mezzi di produzione è di pubblica conoscenza.

### Politica
In politica, la trasparenza è stata introdotta come strumento di responsabilizzazione dei funzionari pubblici e di lotta alla corruzione. 
Quando gli incontri degli Enti governativi sono aperti alla stampa e il pubblico , quando i bilanci e rendiconti finanziari possono essere riesaminate da chiunque, quando le leggi , le regole e le decisioni sono aperti alla discussione, essi sono percepiti come "trasparenti" , in quanto c'è meno possibilità per le autorità di abusare del proprio potere o di curare interessi esclusivi anziché pubblici.
Un'attività è trasparente se tutte le informazioni su di essa sono accessibili e liberamente disponibili. 
Così quando i tribunali ammettono il pubblico alle udienze, quando i prezzi fluttuanti dei mercati finanziari sono pubblicati nei giornali, tali processi vengono definiti trasparenti, mentre quando le autorità militari classificano i loro piani come "segreti", la trasparenza è assente. Ciò può essere visto come positivo o negativo: positivo in quanto ciò permette di tutelare la sicurezza nazionale, negativa perché può portare alla segretezza, la corruzione e persino a forme di dittatura militare.
Mentre la democrazia liberale può essere una plutocrazia, dove le decisioni vengono prese a porte chiuse e i cittadini hanno solo una piccola possibilità di influenzare la politica al di fuori del momento elettorale, una democrazia partecipativa è più strettamente collegata alla volontà del popolo.
La democrazia partecipativa, costruita sulla trasparenza e la costante partecipazione, è stata utilizzato ufficialmente nel nord Europa per decenni. In Svezia, l'accesso del pubblico ai documenti del governo è diventata una legge già nel 1766.
Con il termine Open Government viene indicata una dottrina che prevede l'apertura dei governi e delle pubbliche amministrazioni verso nuove forme di trasparenza e partecipazione dei cittadini alla cosa pubblica, nonché la piattaforma tecnologica che, grazie alla rivoluzione digitale, è in via di costituzione per conseguire questo fine.

### Pubblica amministrazione
La trasparenza della pubblica amministrazione indica tutti quei concetti, azioni ed interventi di ambito pubblico al fine di creare, migliorare e perseguire l'accesso alle informazioni detenute dagli enti pubblici, sugli ambiti organizzativi e procedurali propri ovvero sul monitoraggio del settore privato sottoposto al suo controllo.
La storia della trasparenza in Italia è segnata principalmente da 4 punti:
• Legge n. 240/1990
• Decreto Legislativo n. 150/2009
• Decreto Legislativo n. 33/2013
• Decreto Legislativo n.97/2016
Nel decreto 150/2009 si legge “Le pubbliche amministrazioni hanno l’obbligo di essere trasparenti nei confronti dei cittadini e della collettività. La trasparenza è uno strumento essenziale per assicurare i valori costituzionali dell’imparzialità e del buon andamento delle pubbliche amministrazioni, per favorire il controllo sociale sull’azione amministrativa e sul rispetto del principio di legalità”
Nel Decreto Legislativo n. 33/2013 si legge l'obiettivo delle P.A. è “tutelare i diritti dei cittadini, promuovere la partecipazione degli interessati all'attività amministrativa e favorire forme diffuse di controllo […] concorre ad attuare il principio democratico e i principi costituzionali di eguaglianza, di imparzialità, buon andamento, responsabilità, efficacia ed efficienza nell'utilizzo di risorse pubbliche, integrità e lealtà […] essa è condizione di garanzia delle libertà individuali e collettive, nonché dei diritti civili, politici e sociali, integra il diritto ad una buona amministrazione e concorre alla realizzazione di una amministrazione aperta, al servizio del cittadino [..] prevenzione, contrasto della corruzione e della cattiva amministrazione”
L'articolo 19 all'interno della Dichiarazione universale dei diritti umani recita: Ogni individuo ha diritto alla libertà di opinione e di espressione incluso il diritto di non essere molestato per la propria opinione e quello di cercare, ricevere e diffondere informazioni e idee attraverso ogni mezzo e senza riguardo a frontiere.

Nel 1966 sono gli Stati Uniti a creare la prima legge che regolamenta la legge di accesso alle informazioni chiamato FOIA, ovvero il Freedom of Information Act. Lo stesso acronimo è stato utilizzato per leggi di pari finalità nel mondo.

#### Leggi sulla trasparenza
- 1966  Freedom of Information Act
- 2013  Ley de Trasparencia
- 2016  Legge sulla libertà di informazione

## Bilanciamento di interessi
Sigmund Freud, dando seguito ad una riflessione di Friedrich Nietzsche ("Sulla verità e la bugia in un senso non morale"), sostenne che la trasparenza in senso assoluto è un valore impossibile da conseguire, a causa della funzione occludente dell'inconscio.
Tra le opere filosofiche e letterarie che hanno esaminato l'idea di trasparenza sono quella di Michel Foucault Sorvegliare e punire e quella di David Brin The Transparent Society. Il filosofo e teorico dei media tedesco Byung-Chul Han nel suo lavoro del 2012 Transparenzgesellschaft vede la trasparenza come una norma culturale creata dalle forze di mercato neoliberiste, in cui l'insaziabile spinta verso la divulgazione volontaria starebbe al confine con la pornografia: secondo Han, i dettami della trasparenza impongono un sistema totalitario di apertura, a spese di altri valori sociali come la vergogna, la segretezza e la fiducia; si tratta di una riflessione che scatenò varie critiche, come quella di sottovalutare il rischio di una politica corrotta e quella di rifarsi troppo alla filosofia antidemocratica di Carl Schmitt.
Gli antropologi hanno esplorato a lungo etnograficamente la relazione tra conoscenze rivelate e nascoste, e hanno sempre più affrontato l'argomento in relazione a teorie e pratiche di responsabilità: Todd Sanders e Harry West, ad esempio, suggeriscono non solo che gli ambiti del rivelato e del nascosto si implicano l'un l'altro, ma anche che la trasparenza nella pratica produce le stesse opacità che pretende di ovviare. 
Clare Birchall, Christina Gaarsten, Mikkel Flyverbom e Mark Fenster, tra gli altri, alimentano il filone dei "Critical Transparency Studies", che tenta di sfidare particolari dogmi dell'ortodossia in materia di trasparenza. Birchall, in particolare, ha criticato le iniziative di dati aperti quando riducono la possibilità della politica come arena di dissenso tra alternative reali.
I ricercatori dell'Università di Oxford e della Warwick Business School hanno sostenuto che la trasparenza può anche avere conseguenze indesiderate significative nel campo dell'assistenza medica.